# شيرلين غونزاليس
شيرلين غونزاليس, (بالإسبانية: Sherlyn González)‏, (وُلِدت 14 أكتوبر، 1985 في غوادالاخارا، ولاية خاليسكو، المكسيك), مغنية ومُمثِلة أفلام وَتلفزيون ومسرح مكسيكية.
اشتهرت عند العرب عِندما لعبت دور روسيو سان رومان في مُسلسل ماري تشوي الذي دُبلِج وعُرِض على قناة أبو ظبي الأولى.

## حياتها

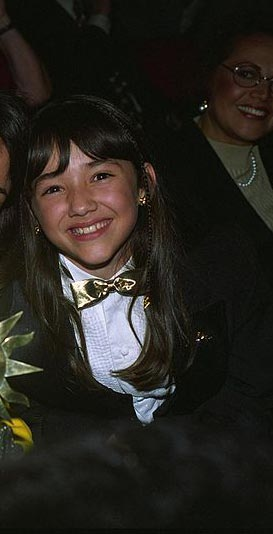
شيرلين غونزاليس في مهرجان الفيلم المكسيكي الثاني عشر في عام 1997 بِغوادالاخارا.

وُلِدت شيرلين في 14 أكتوبر, عام 1985 بِغوادالاخارا، ولاية خاليسكو، المكسيك, وَظهرت أول مرة على التلفزيون بِعُمر الرابعة فقط عام 1989 في إحدى الإعلانات التِجارية.
بدأت حياتها الفنية عام 1993 بِعُمر الثامنة في الفيلم المكسيكي Zapatos viejos إلى جانب المُمثلة الشهيرة غلوريا تريفي.
وفي العام الذي يليه 1994 شاركت في المسرحية الهزلية "Los papás de mis papás" وفي مُسلسل "Agujetas de color de rosa" بالمُشاركة مع ناتاليا اسبيرون وفلافيو سيزار.
وشاركت أيضاً في عدة أفلام ومُسلسلات خِلال تلك الفترة مِثل:
- Cilantro y perejil
- Profundo Carmesí
- Elisa antes del fin del mundo
- La segunda noche
- Serafín
- Luces de Bengala

أثناء تلك الفترة دخلت في فِرقة "KIDS" الموسيقية وغنت مع أعضاؤها الكثير من الأغاني المُنفردة خِلال الفترة ما بين عام 1996 وعام 1998 كَما مثلت في مُسلسل "Mi destino eres tú" مع الفنانة لوسيرو.
عام 2002 حصلت على أول دور بطولة في مُسلسل "Clase 406" حيث أدّت شخصية غابرييلا تشافيز مع خورخي بوزا وأناهي جيوفانا ودولسي ماريا وألفونسو هيريرا وإيران كاستيلو.
وفي عام 2004 لعبت دور الشخصية الشريرة كُونْي في مسلسل "Corazones al límite", وبِعام 2005 مثلت في "Alborada", وظهرت أيضاً في فيلم حريق بِالدم الذي كان من إنتاج المُنتج سلفادور ميخيا.
ثُمّ في عام 2008 مثلت في مُسلسل ماري تشوي بِدور روسيو سان رومان التي كانت أخت خوان ميغيل بطل المُسلسل وقد أدّى دوره ويليام ليفي إلى جانب الممثلة مايتي بيروني التي أدت دور البطلة ماري تشوي.
وقد شاركت أيضاً في العديد من المسرحيات إحداها مسرحية Grease التي بدأت في شهر سبتمبر 2006 وانتهت في مارس 2007, وسبق لشيرلين أن تقاسمت التمثيل على خشبة المسرح مع عدة ممثلين وممثلات مشاهير مِثل آرون دياز وأليخاندرو إيبارا ودانييلا لوخان وغيرهم.
حصلت خِلال مسيرتها العديد من الجوائز بِما فيها جائزة Silver Goddess ورُشِحت لنفس الجائزة عن دورها في فيلم "Elisa antes del fin del mundo".
عام 2009 تشاركت البطولة مع بليندا وألفونسو هيريرا في مسلسل "Camaleones" وأيضاً في نفس العام ظهرت في إحدى حلقات مسلسل نساء قاتلات وقد تم دبلجة تلك الحلقة وعرضها على قناة أبو ظبي الأولى.
وفي عام 2010 ظهرت في مسرحية مع بلانكا غيرا وليليا أراغون, ولعبت دور آن لوبيز في مسلسل "Una familia con suerte" مع لوز إيلينا غونزاليس.
ثُمّ في عام 2012 مثلت في مسلسل "Amores verdaderos" مع سيباستيان رولي والعازار غوميز.

### حياتها الشخصية
في 28 سبتمبر، 2013 تزوجت شيرلين في كانكون من السياسي جزر جيراردو زواجاً مدنياً ثمّ في 15 نوفمبر، 2014 جدّدت زواجها منه في الكنيسة.

## مسلسلاتها
- Amores verdaderos (2012-13) - Liliana Arriaga Corona / Lucia Celorio Balvanera
- Una familia con suerte (2011-2012) - Ana López Torres de Irabien
- Camaleones (2009-2010) - Solange Ponce de León
- ماري تشوي (مسلسل) (2008-2009) - Rocío San Román
- Fuego en la sangre (2008) - Libia Reyes
- Alborada (2005) - Marina (Reparto)
- Corazones al límite (2004) - María de la Concepción "Conny" Pérez Ávila
- Clase 406 (2002-2003) - Gabriela "Gaby" Chávez
- El juego de la vida (2001-2002) - Gabriela "Gaby" Chávez
- La intrusa (2001) - Maricruz Roldán Limantour
- Mujer bonita (2001) - Milagros
- Mi destino eres tú (2000) - Georgina «Gina» San Vicente Fernández
- Cuento de navidad (1999) - Margarita (joven)
- Amor gitano (1999) - Rosalinda
- Huracán (1997-1998) - Daniela Vargaslugo Villarreal
- Alguna vez tendremos alas (1997) - Niña del orfelinato
- Marisol (1996) - Sofía Garces del Valle "Piojito" (niña)
- Pobre niña rica (1995) - Consuelo (niña)
- Agujetas de color de rosa (1994-1995) - Clarita (niña)

## تيلينوفيلا
- Hoy soy nadie (2012) .... Mía Castillo/Juliana Flores
- Mujeres asesinas (México) (2009) .... Laura, Confundida (Laura Mendoza)
- لوس سيمولادوريس (2008) .... Clara
- Cuento de Navidad (1999) - Margarita (joven)
- Los papas de mis papas (1994) Jasive

## أفلامها
- Nikté (película) (2009) - Nikté (voz)
- Sabel: Redemption (2008) - Vanish (voz)
- Llamando a un ángel (2007)
- Una de balazos (2005) - Assassin
- A todos nos puede pasar (2004) Dir.
- Los Thunderbirds (2004) - Tintin (voz) (فانيسا هادجنز)
- Juego de niños (2002) (Cortometraje) - Teresa
- Serafín: La película (2001) - Elisa
- La segunda noche (1999) - Laura
- Campo de ortigas (1998) - Penelope
- Elisa antes del fin del mundo (1997) - Elisa
- Profundo carmesí (1996) - Teresa
- Cilantro y perejil (1995) - Mariana
- Zapatos viejos (1993) - Mary

## مسرحياتها
- Mamma Mia (2010) - Sophie
- Agosto (2010) - Norma
- Papito querido
- Vaselina (2006-2007) - Sandy

## الجوائز والترشيحات

### جوائزTVyNovelas
| العام | الجائزة         | المسلسل           | النتيجة |
| ----- | --------------- | ----------------- | ------- |
| 2014  | أفضل ممثلة شابة | Amores verdaderos | فوز     |
| 2006  | أفضل ممثلة شابة | Alborada          | ترشح    |
| 2003  | أفضل ممثلة      | Clase 406         | ترشح    |

## مواضيع ذات علاقة
- مايتي بيروني.
- ويليام ليفي.
- سيباستيان رولي.
- ماري تشوي.
- ديفيد زيبيدا.
- بليندا.

## وصلات خارجية
- شيرلين غونزاليس على موقع IMDb (الإنجليزية)
- شيرلين غونزاليس على موقع قاعدة بيانات الفيلم (الإنجليزية)

- شيرلين غونزاليس في قاعدة بيانات الأفلام على الإنترنت.